# バーゼル・バディッシャー駅

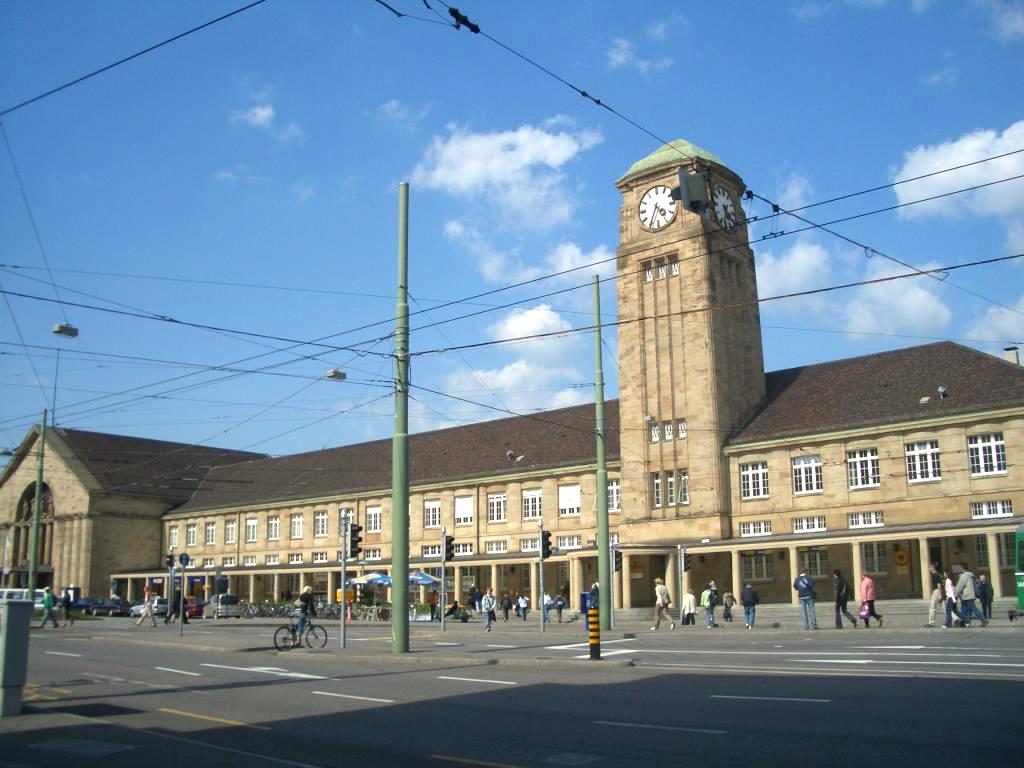
バーゼル・バディッシャー駅

バーゼル・バディッシャー駅（バーゼル・バディッシャーえき、ドイツ語: Basel Badischer Bahnhof）は、スイス、バーゼルに5つある鉄道駅のうちの1つである。バーディシェン駅（Badischen Bahnhof）、バーディシェ駅（Badische Bahnhof）などと呼ばれることもあるが、ドイツ語の語尾変化によるもので、ドイツ南西部の地名バーデン（Baden）のことを指している。ドイツからスイスへ向かう長距離列車は、バーゼルSBB駅に到着する前にこの駅を経由する。この駅で、ヴァルツフート（Waldshut）、ジンゲン（Singen）方面へホッホライン鉄道（Hochrheinbahn）、ヴィーゼンタル鉄道（Wiesentalbahn）で接続している。1935年から1948年までは、この駅はバーゼル・ドイツ国有鉄道（Basel Deutsche Reichsbahn）という名前であった。

## 歴史

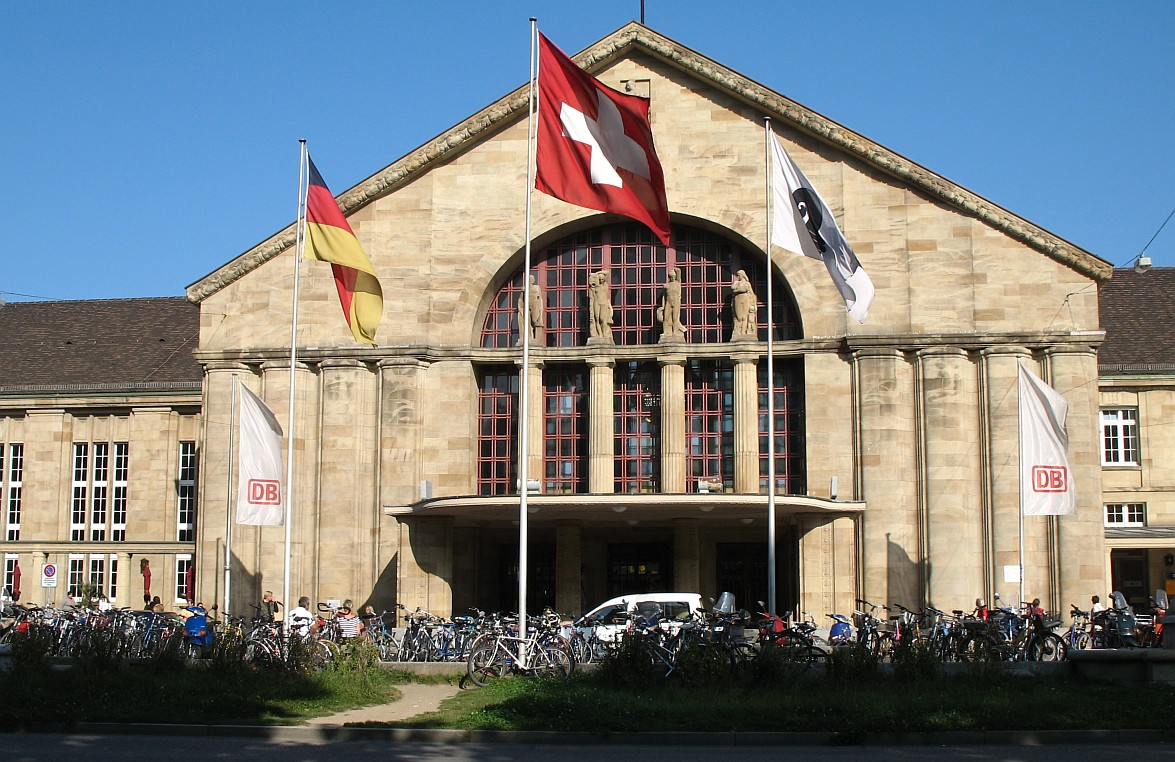
バーゼル・バディッシャー駅

1838年3月、バーデン大公国鉄道（Großherzoglich Badische Staatseisenbahnen）は、マンハイム（Manheim）からハイデルベルク（Heidelberg）、カールスルーエ（Karlsruhe）、フライブルク（Freiburg im Breisgau）を経由して南方のスイス国境の方へ向けて鉄道の建設を開始した。この路線は、バディッシェ本線（Badische Hauptbahn）、またはライン川鉄道（Rhaintalbahn）と呼ばれた。スイスやバーゼルの州議会の鉄道委員会は、この鉄道路線をバーゼルの町まで接続するように望み、1842年にバーデン大公国と協議を行った。
1851年1月、ラインタル鉄道はスイス国境に近いハルティンゲン（Haltingen）に到達したが、両国政府の間でバーゼルの駅の位置について合意が得られていなかったため、旅行者はそこから馬車でバーゼルに向かっていた。
最終的に1852年7月27日、バーデン大公国とスイス連邦は、スイス領内へのバーデン大公国鉄道の接続に関する合意に達した。この合意は今日でも有効なものである。しかしながら、バーゼル州政府が頭端駅とすることを主張したのに対して、バーデン大公国はその後のヴァルツフート方面への鉄道の延長予定の障害にならないように通過式配線の駅にすることに拘り、駅の建設の着工は遅れることになった。1854年、バーゼル州政府に異なる設計プランが提出されたが、なおプロジェクトの合意は得られずに、建設工事はさらに遅延した。

### 1855年から1862年の仮駅
1855年2月19日、ハルティンゲンからバーゼルまでの鉄道営業が開始され、予定されていた駅の位置（現在のバーゼル・ムスターメッセ（Basel Mustermesse）（バーゼルで毎年開催される市）が開催される場所に当たる）に木造の仮駅舎を造って営業することになった。
バーデン大公国鉄道はただちにジンゲン（コンスタンツ（Konstanz））方面へ向けて延長工事に着手し、1856年2月2日、ゼッキンゲン（Säckingen）までの営業に漕ぎ着けた。
1859年4月10日、バーゼル当局と鉄道当局はついに最終的な駅舎の建築について合意に達し、同年5月、建設工事が開始された。

### 1862年から1913年のバディッシャー駅（初代）
J. ベルクミュラー（J. Berckmüller）が設計した駅舎は、車寄せを備えて多くの旅客の出入りに耐えうるようになっており、さらに右側には中規模の建物やウィングが繋がっていた。表の通り側には長い車寄せが続いている。1863年にコンスタンツまでの路線が開通すると、待合室や休憩所は早くも増設する必要に迫られ、1873年にバーゼルSBB駅へ繋がる連絡線（Basler Verbindungsbahn）が開通すると、さらなる建物の改築が必要になった。
年月が過ぎるにつれて、バーデン鉄道の線路は町の発展の障害になりつつあり、解決策が模索されていた。バーデン鉄道は、1892年に駅の拡張を計画し、通過式配線の駅を頭端式に改築することも提案された。バーゼル当局は、発展しつつある町を分断する線路を追い出したいと考えていた。1899年からバーデン大公国との間で鉄道施設の移転に関する交渉が始まり、1900年3月、旅客駅をシュヴァルツヴァルト通り（Schwarzwaldalle）に移転した上で関連する鉄道施設を再編することで合意に達した。それからまもなく、新線の建設工事が始まった。まず、ローカル貨物の扱い施設が元の場所のそばに建設され、1905年に鉄道施設の再編工事の第1段階が供用を開始した。
1913年から鉄道施設は新しい場所に移転し、元の駅の位置では秋の市が開催され、第1次世界大戦後は毎年の定期市（バーゼル・ムスターメッセ）が開かれるようになった。旧駅舎はしばらくの間工場と機関庫として用いられ、1923年に解体された。

### 1913年のバディッシャー駅（2代）
1906年、町の端に移転して高架化された新しい駅の建設工事が始まった。これによりクラインバーゼル（Kleinbasel）地区から全ての踏切が除却され、線路を横断するトンネルや通り道が地平で建設できるようになった。
しかしながら、新しい駅のファサードの設計をめぐって意見が分かれ、様々な議論のために駅舎の建設が遅延した。最終的にパウルス教会（Pauluskirche）やアントニウス教会（Antoniuskirche）も設計したバーゼルのカール・モーゼル（Karl Moser）が駅舎の建築を設計し、1908年にバーデン鉄道が提案した計画が連邦政府の鉄道部門に承認された。1910年春、駅舎の建設工事が始まり、1911年黄色い砂岩で建設されたファサードが姿を現した。さらに塔と鉄筋コンクリート製の丸天井を備えたメインホールが続けて建設された。
1911年夏、新しいバディッシャー駅の骨格がシュヴァルツヴァルト通りにできあがり、中央の建物の印象的なドームホールも木材で内張りされるところまでできあがっていた。しかしながら、8月12日夜、工事用の足場から原因不明の火災が発生し、この輝かしい建物は焼失してしまった。この火災が原因で、新しい駅の営業開始は数ヶ月遅延することになった。
MAN社の提供で、1912年に20メートルから24メートルの幅の屋根を備えたホールが建設され、プラットホーム上には国境を通過する列車のための税関や出入国管理の施設が設けられた。
1913年9月11日バディッシャー駅の建物が完成し、9月13日に営業を開始した。全ての建設費用は当時の価格で6500万スイスフランにのぼり、バーデン鉄道の中でもっとも高価な駅となった。
駅は、今日まで建設当時の様子をおおむね留めている。ただし、印象的だったプラットホームホールは、1981年から1982年にかけて予定されていたリニューアル工事のために取り壊され、プラットホームの屋根に置き換えられている。

## 国境駅としての特徴
バディッシャー駅はスイスの領内にあるが、バーデン大公国とスイスが締結した協定により、駅構内はドイツの関税領域に含まれる。ドイツ国内を移動している旅行者がバディッシャー駅を乗換駅として利用する場合は、ドイツの関税領域を離れずに済む。司法の管轄権やドイツの軍人が個人的に旅行していてこの駅を利用する場合など、様々な点に関してスイスとドイツの当局が駅構内と走行中の列車に対してどのような権限を持っているかが協定で定められている。
旅客輸送の面では、ドイツ国内の駅との間の移動はドイツ鉄道（Deutsche Bahn）の駅同士の移動と同じように扱われる。一方でスイス国内の駅との間の移動では、スイスの賃率が適用される。バディッシャー駅は、北西スイス乗車券連合（TNW: Tarifverbunds Nordwestschweiz）の運賃ゾーン10に属しており、またレーラッハ地域交通連合（RVL: Regio Verkehrsverbunds Lörrach）の運賃ゾーン8に属している。
2008年12月12日にスイスがシェンゲン協定に加盟するまで、駅に出入りする旅行者の出入国管理と税関検査はホールと番線の間で行われていた。国際列車では列車内で行われていた。このため、バーゼルSBB駅からヴィーゼンタル鉄道のリーヘン駅（Bahnhof Riehen）へ向かう旅行者は、スイス国内の移動にもかかわらずパスポートの提示を求められていた。スイスのシェンゲン協定加盟に伴い、パスポートの常時の検査は廃止され、関税徴収のために検査することがあるだけである。
駅はスイス国内に位置しているが、ドイツ鉄道によって営業されている。旅行会社や窓口ではユーロ建てで値段が計算されているが、スイスフランでも支払いは可能である。自動券売機でドイツのクレジットカードを利用すると、海外加算金が発生することがある。ドイツ鉄道によってスイス国内で運営されている駅はこの他に隣接するリーヘン駅と、シャフハウゼン州にあるホッホライン線の区間がある。駅構内の様々な売店では、商品をユーロでもスイスフランでも購入することができるが、書店ではたとえドイツの新聞や雑誌・本を買う時であっても、より高いスイスの値段に換算して払わなければならない。
非常に長いプラットホーム1と2（2番線から5番線）は、かつては南側のスイス側と北側のドイツ側に分割されていた。到着列車は、一旦これから出国する側の国のプラットホームに停車して税関の検査を受けた後に、入国する側の国のプラットホームに移動して機関車交換をしていた。現在でも、かつてスイス国内を移動する旅行者が駅のスイス側の地域に出入りするのに使っていた、バーゼルの町と駅前広場に通じる出口のある地下道が駅の南側に存在している。この地下通路は現在はプラットホーム間の乗換通路としてのみ利用されているが、バーゼル・ムスターメッセへ向かう客を乗せたスイスの臨時列車が到着した際には町への出口が開放される。
駅の北側には、かつてのドイツ連邦鉄道、現在のドイツ鉄道の操車場設備があるが、南側は既にバーデン貨物駅と同様に撤去されている。残っている部分は、港に接続しているクラインヒューニンゲン・ハーフェン（Kleinhüningen Hafen）駅までの短い盲腸線と共にスイス国内のローカル貨物輸送とコンテナターミナルとして利用されている。スイスとドイツの国境線はこの駅の中を通っている。
バディッシャー駅構内にはスイスの警察署がある。逮捕された犯罪者はパトカーで正面玄関まで連れて来られて、メインホールを通ってこの警察署に連行される。
これに加えて、バディッシャー駅はドイツ鉄道のスイス領内の鉄道路線に対する代表およびドイツ連邦共和国の領事部が置かれている。また、スイスの郵便局も置かれている。